# Tutti quelli
Tutti quelli è il secondo album della cantante Linda Valori pubblicato nel 2010, anticipato dal singolo Quelli che hanno un cuore di Burt Bacharach.
Il disco, prodotto da Maurizio Fabrizio, è stato registrato a Teramo,  mixato e completato a Forestville presso In the Pocket Studio in collaborazione con Maurizio Fabrizio, autore di otto dei tredici brani presenti nell'album tra i quali Pasolini scrive, che contiene citazioni di Pier Paolo Pasolini stesso.
Il secondo singolo estratto è Voglio prendere il sole il cui testo vuol essere un invito alla positività, ed ha anticipato l'uscita del CD.
Il disco contiene inoltre una seconda cover "Bella senz'anima" di Riccardo Cocciante e la reinterpretazione di Favola, contenuto nell'album d'esordio di Linda.
Tutti quelli è uscito il 28 settembre 2010.

## Tracce
1. Quelli Che Hanno Un Cuore
2. Voglio Prendere Il Sole
3. Bella Senz'Anima
4. Sull'Autostrada
5. Sortilegio
6. Senza Fissa Dimora
7. Precaria
8. Invisibili (soul version)
9. Pasolini Scrive
10. Una Stupida Sentimentale
11. Il Giornale
12. Favola
13. Invisibili